# Cyclabilité
 (novembre 2023).
La cyclabilité est le degré de facilité de circulation des vélos. Un niveau élevé de  cyclabilité dans les villes est associé, entre autres, à des avantages pour la santé des individus, des niveaux de pollution atmosphérique et sonore plus faibles, une amélioration de la fluidité du trafic ou une productivité accrue,,.

## Facteurs de cyclabilité
Parmi les facteurs qui influencent la cyclabilité, on trouve,,,,,, :

### Cohérence
Un réseau cyclable cohérent implique :
- Les voies cyclables doivent couvrir toute l'étendue de la surface urbanisée, pour que le vélo puisse être utilisé pour accéder au maximum de destinations possibles. Idéalement, il devrait y avoir une voie cyclable à moins de 250 mètres de n'importe quel point urbanisé.
- Les voies cyclables doivent être reliées les unes aux autres de manière continue.
- Des parkings sécurisés doivent être disponibles à la fois au point de départ et à la destination des trajets.
- La conception des voies cyclables doit être uniforme, de sorte que tous les usagers puissent rapidement reconnaître l'utilisation de cette voie, évitant ainsi les conflits.
- Les voies doivent être correctement signalisées, y compris les destinations offertes par chacune d'entre elles.

### Rectitude
Les vélos sont propulsés par l'exercice physique des usagers, donc un réseau hautement cyclable doit permettre des déplacements directs sans trop d'efforts :
- Les trajets entre les origines et les destinations peuvent être effectués de la manière la plus linéaire possible, sans avoir à faire de grands détours.
- Les voies cyclables doivent emprunter les artères principales, car ce sont souvent celles qui abritent la plupart des magasins et services.
- Elles doivent éviter ou réduire les pentes.
- Elles doivent réduire le nombre d'arrêts tels que les feux de circulation ou les intersections, qui nécessitent un effort physique plus important du fait de la relance.

### Sécurité
La sécurité des voies cyclables est une condition préalable à une bonne cyclabilité.
- Les voies les plus sûres sont celles qui sont séparées de la circulation motorisée (pistes cyclables), suivies des zones partagées où les cyclistes ont la priorité, et enfin des voies mixtes où les vélos circulent aux côtés des véhicules motorisés sur des voies à plusieurs voies dans chaque direction.
- La largeur des voies cyclables doit être suffisante pour permettre à deux vélos de se croiser ou de se dépasser en toute sécurité.
- La visibilité de la voie doit permettre d'anticiper les freinages et les intersections, en évitant les virages à angle droit.
- Les intersections doivent être bien signalisées autant pour les cyclistes que pour la circulation motorisée.
- Les voies doivent éviter les obstacles tels que les lampadaires ou les bancs. Il convient également d'éviter les obstacles nécessitant le transport du vélo, comme les escaliers, où des rampes pour vélos peuvent être intégrées.
- Le revêtement doit être lisse, avec des obstacles réduits tels que les bordures, et constitué de matériaux offrant une résistance minimale, un drainage adéquat et une bonne adhérence par temps de pluie.

## Indicateurs de cyclabilité
L'un des meilleurs indicateurs du degré de cyclabilité est la proportion équilibrée de genres et d'âges qui utilisent quotidiennement le vélo. Les femmes, les enfants et les personnes âgées sont ceux qui ont une plus grande perception d'insécurité. Ainsi, si une ville a une faible cyclabilité, ils ne considéreront pas le vélo comme un moyen de transport habituel. En revanche, une composition d'utilisateurs de vélos semblable à la structure démographique indiquera un espace hautement cyclable,.